# 1G
1G (nebo 1-G) je v telekomunikacích zkratka pro analogové bezdrátové mobilní sítě (tzv. 1. generace). Mezi tyto standardy patří NMT (Nordic Mobile Telephone) používaný Česku, ve skandinávských zemích, východní Evropě a v Rusku. Dalším standardem je AMPS (Advanced Mobile Phone System), používaný převážně ve Spojených státech. Nástupcem první generace jsou sítě druhé generace (2G) standardu GSM, který již používá digitální přenos dat.